# Квікен-Лоунс-арена
 «Квікен-Лонс-арена»  (англ. Quicken Loans Arena) — спортивний комплекс у Клівленді, відкритий у 1994 році. Місце проведення міжнародних змагань із кількох видів спорту і домашня арена для команди Клівленд Кавальєрс.
Координати: 41°29′47.47″ пн. ш. 81°41′17.28″ зх. д. / 41.4965194° пн. ш. 81.6881333° зх. д.